# Ignaz Holzbauer

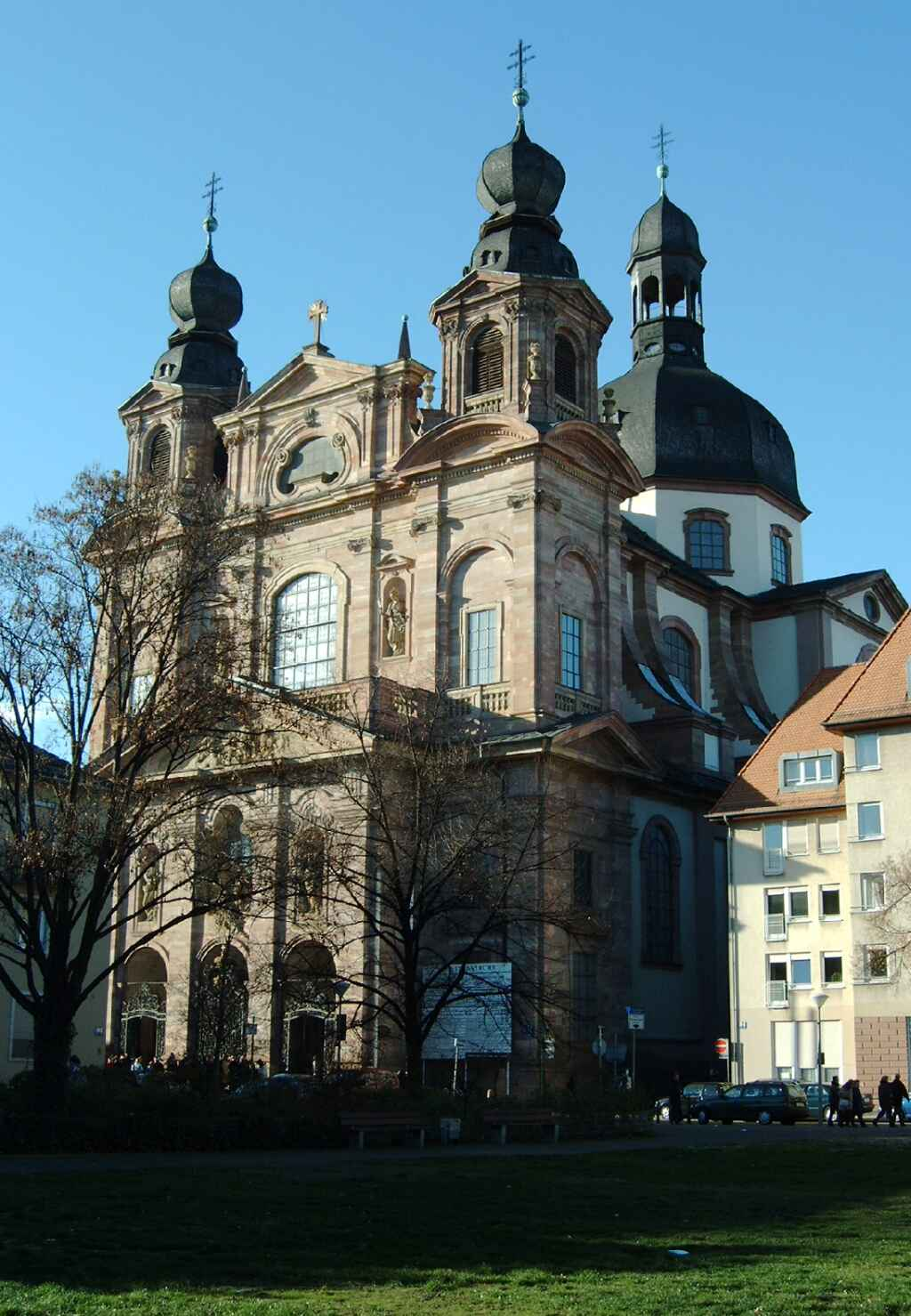
Mannheim, església dels jesuïtes

Ignaz Holzbauer (Viena, 17 de setembre de 1711 - Mannheim, 7 d'abril de 1783) va ser un compositor austríac.

## Biografia
Ignaz era fill d'un acabalat comerciant de sabates de la capital austríaca, que el va obligar a cursar estudis de dret i teologia a la universitat de Viena. El noi, alhora que estudiava a la universitat, rebia d'amagat lliçons de música. Aviat es va ocupar de la instrucció musical dels nens del cor de veus blanques de la catedral de Sant Esteve de Viena. Per suggeriment del mestre de capella imperial, Johann Joseph Fux, Holzbauer va anar a estudiar a Venècia, on va entrar en contacte amb els grans mestres de l'escola veneciana: Vivaldi, Albinoni, Galuppi i Lotti; posteriorment va marxar a Nàpols, on va completar la seva formació freqüentant Porpora i Hasse.
Va iniciar la seva activitat operística component Lucio Papiro, representada el 12 d'octubre de 1737.
Durant els períodes 1742 - 1744 i 1746 - 1750 va ser director de l'orquestra del Burgtheater de Viena, on va compondre la música per als ballets de dues òperes d'Hasse Ipermestra i L'Arminio. El 1750 va ser nomenat mestre de capella de la catedral de Stuttgart, en substitució de Giuseppe Antonio Brescianello, i el 15 de juny de 1753 estrena a la ciutat alemanya de Schwetzingen la faula pastoral Il figlio della selva, obtenint un gran èxit, la qual cosa li va valer ser nomenat mestre de capella de la catedral de Mannheim, on va tenir entre altres alumnes a Paul Anton Winneberger, František Xaver Pokorný, o la veneciana Maddalena Allegranti. El 1757 i 1759 va viatjar a Itàlia per representar algunes de les seves òperes, com Nitteti i Alessandro nell'indie.
El 1778 va abandonar Mannheim per entrar al servei del rei de Baviera a Múnic, i el 1781, afligit d'una forta sordesa, va tornar definitivament a Mannheim on moriria dos anys més tard.

## Consideracions musicals
Sota la seva direcció, l'orquestra de Mannheim va arribar a ser una de les més prestigioses d'Europa. Com a compositor, Holzbauer, va ser extremadament prolífic: 200 simfonies, 18 quartets, 13 concerts per a diversos instruments, 2 oratoris, 26 misses, 37 cantates, i 15 òperes.
Entre els seus treballs per a l'escena, destaca l'òpera Günther Von Schwarzburg, cantada en alemany, i la música del qual va ser molt elogiada per Mozart.

## Òperes
- Lucio Papirio (dramma per musica, llibret d'Apostolo Zeno, 1737, Hollschau)
- Sesostri, re d'Egitto (dramma per musica, llibret d'Apostolo Zeno, 1738, Hollschau)
- Vologeso (dramma per musica, llibret d'Apostolo Zeno, 1739, Hollschau)
- La fata meravigliosa (dramma giocoso per musica, 1748, Viena)
- Il figlio delle selve (favola pastorale per musica, llibret de Carlo Sigismondo Capece, 1753, Schwetzingen)
- L'isola disabitata (azione per musica, llibret de Pietro Metastasio, 1754, Schwetzingen)
- L'Isspile (dramma per musica, llibret de Pietro Metastasio, 1754, Mannheim)
- Il Don Chisciotte (opera semiridicola, llibret d'Apostolo Zeno, 1755, Schwetzingen)
- I cinesi (componimento drammatico per musica, llibret de Pietro Metastasio e Mattia Verazi, 1756, Schwetzingen)
- Le nozze d'Arianna (festa teatrale per musica, llibret de Mattia Verazi, 1756, Schwetzingen)
- La clemenza di Tito (dramma per musica, llibret de Pietro Metastasio i Mattia Verazi, 1757, Mannheim)
- Nitteti (dramma per musica, llibret de Pietro Metastasio, 1758, Mannheim)
- Alessandro nell'Indie (dramma per musica, llibret de Pietro Metastasio, 1759, Milà)
- Ippolito ed Aricia (dramma per musica, llibret de Carlo Innocenzo Frugoni e Mattia Verazi, 1759, Mannheim)
- Günther von Schwarzburg (singspiel, llibret d'Anton Klein, 1777, Mannheim)
- La morte di Didone (Tod der Dido) (singspiel, basat en un llibret de Pietro Metastasio, 1779, Mannheim)
- Tancredi (dramma per musica, 1783, Mònaco)